# Павлов, Владимир Андреевич
Павлов Владимир Андреевич (бел. Паўлаў Уладзімір Андрэевіч) (25.10.1935 — 29.10.2020) — белорусский поэт, прозаик, переводчик. Член Союза писателей СССР с 1962 г. Лауреат Литературной премии имени Ивана Мележа (1997). Комитетом Почёта награждён Кубком «Спадчына».
Занесён в Книгу почёта «Рупліўцы тваё, Беларусь». С 1986 года консультант по вопросам литературы в Союзе писателей (СП) Белоруссии, с 1990 года член правления, заместитель председателя СП Белоруссии.
Родился 25 октября 1935 года в деревне Замошье Любанского (бывшего Слуцкого) района Минской области в крестьянской семье.
Родители, Павлов Андрей Максимович и Павлова Мария Андреевна, работали в колхозе.
В 1954 году закончил среднюю школу в деревне Доросино, что находится в 4-5 км от деревни Замошье. В том же году был призван в Советскую Армию.
Служил до 1957 года механиком по электрооборудованию самолётов в авиационной части Московского военного округа.
С 1957 года по 1962 год учился в Белорусском государственном университете им. В. И. Ленина на дневном отделении факультета журналистики.
Последние почти четыре года учёбы совмещал с работой в газете «Чырвоная Змена» и на Белорусском радио.
Творческую биографию начал литературным работником любанской районной газеты «Кліч Радзімы». Работал зав. отделом литературы и искусства, ответственным секретарём редакции газеты «Чырвоная змена» (1962—1967), ответственным секретарём кинобюллетеня «На экранах Беларусі» (1967—1971), литературным консультантом Союза писателей (СП) БССР (1971—1972, 1986—1988), заведовал редакциями поэзии, затем собраний сочинений и избранного издательства «Мастацкая літаратура» (1972—1985). С 1986 года консультант по вопросам литературы в Союзе писателей (СП) БССР.
С 1990 по 1994 год — заместитель председателя Союза писателей Белоруссии. С 1994 по 1998 год — секретарь Союза писателей Белоруссии.
Первые его стихотворения опубликованы в 1954 году в газете «Піянер Беларусі».
Автор сборников поэзии:
«Узлётная паласа». Зборнік паэзіі. 1960 г.
«Далягляд». Вершы і паэма. 1964 г.
«Светацені». Зборнік паэзіі. 1967 г.
«Начная балада». Вершы і паэма. 1971 г.
«Сонца купаецца». Вершы, паэма. 1976 г.
«Каласы радкоў». Зборнік паэзіі. 1979 г.
«Сляза на вейцы». Зборнік паэзіі. 1982 г.
«Тихий Свет». Стихи. Пер. с белорусского. М., 1984 г.
«Гадавое кальцо». Зборнік паэзіі. 1986 г.
«Поцicк рукi». Пераклады з моў народаў СССР i славянскiх моў. 1991 г.
«Што было на Беларусi». Кнiга паэзii. 1994 г.
«Чысты чацвер». Вершы. Зборнік паэзіі. 1995 г.
У него также вышли прозаические книги повестей и рассказов:
«Яжэлiха». Повесть. 1964 г.
«Сiняе мора». Рассказ. 1969 г.
«Бацечка». Рассказ. 1970 г.
«Спелыя травы». Повесть. 1967 г.
«Нас поле не насеяна». Повесть.1970 г.
«Годы нашы — птушкі». Повести. Сборник прозы. 1970 г.
«Ад агню і мяча». Повести и рассказы. Сборник прозы. 1973 г.
«Яжэлiха». Повести. Сборник прозы. 1993 г.
«Пад схiленым дрэвам». Повесть. Журнал Полымя N8 1997 г.
«Ты мяне знаешь». Рассказ. Газета ЛiМ N10 2000 г.
«Бог чуе таго, хто плача». Своя повесть. Журнал Полымя N8 2000 г.
В 1987 г. выпущены Избранные сочинений в 2 томах.
Для детей:
«Пажарніца» («Тайна бункера № 7»). Повесть. 1968.
«Чуж-чужаніца» («Дазор на сухой Мiлi»). Повесть. 1977 г.
«Радзімкі». Кнiга апавяданняў. 1989 г.
«Чаму вучыць прымаука». Кнiга мiнiяцюр. Перевод с молдавкого. 1993 г.
«Колькi гусей убачыў Яўсей». Вершы, загадкi, казкi. Лiтаратурна-мастацкае выданне. 1994 г.
«Хто знае — адгадае». Вершы, забаўлянкi-пазнаванкi, загадкi, казкi. Лiтаратурна-мастацкае выданне. 1997 г.
«Дазор на сухой Мiлi». Повести. Сборник прозы. 1999 г.
«Згадка на дабро». Вершы, забаўлянкi-пазнаванкi, загадкi, паэма-казка. Лiтаратурна-мастацкае выданне. 2004.
Перевёл на белорусский язык романы:
венгерского писателя Янаша Фёльдэака «Чужая дачка», 1979 г.,
русского советского писателя Владимира Богомолова «Момант ісціны», 1973 г. (книга вышла в 1984 г.).
Миниатюры молдавского писателя Аурела Скобиоалэ «Чаму вучыць прымаука» 1993 г..
И произведения писателей России, народов СССР и восточной Европы.
В 1991 году вышла книга про белорусский язык «Матчына слова» (составитель Павлов Владимир Андреевич, предисловие Нила Гилевича). В книгу вошли произведения самых разных жанров от Ф. Скорины до современных авторов.